# تشاد ألين
تشاد ألين (بالإنجليزية: Chad Allen)‏ هو لاعب كرة قاعدة أمريكي، ولد في 6 فبراير 1975 في دالاس في الولايات المتحدة.

## وصلات خارجية
- تشاد ألين على موقع دوري كرة القاعدة الرئيسي (الإنجليزية)
- تشاد ألين على موقع الدوري الياباني لكرة القاعدة (الإنجليزية)
- تشاد ألين على موقعبيزبول رفرنس.كوم (الدوري الرئيسي) (الإنجليزية)
- تشاد ألين على موقعبيزبول رفرنس.كوم (الدوري الثانوي) (الإنجليزية)
- تشاد ألين على موقع إي إس بي إن.كوم (أم.أل.بي) (الإنجليزية)
- تشاد ألين على موقع مشجعي الرسوم البيانية (الإنجليزية)
- تشاد ألين على موقع اللجنة الأولمبية الدولية (الإنجليزية)
- تشاد ألين على موقع أوليمبيديا (الإنجليزية)